# بيومي فؤاد
بيومي فؤاد (16 يونيو 1965-)، ممثل مصري.

## حياته
تخرج من كلية الفنون الجميلة في جامعة حلوان، وكان مشتركًا في فرقة أتيليه المسرح. كما تخرج ضمن الدفعة الأولى لمركز الإبداع الفني، قسم الإخراج. عمل في مجال الإعلانات أولاً ثم ظهر ككومبارس صامت في مسلسل أم كلثوم المعروض عام 1999. وعمل في السينما بأدوار صغيرة في أفلام، مثل: بدل فاقد، إحكي يا شهرزاد عام 2009، 678 عام 2010 وأسماء عام 2011. بالإضافة إلى أعمال تلفازية، مثل: أبواب الخوف عام 2011، رقم مجهول عام 2012، اسم مؤقت عام 2013. وزادت شهرته مع مشاركته في مسلسل الكبير قوي بأجزائه الخمسة. في عام 2013 شارك في مسلسل موجة حارة. يعد بيومي فؤاد من أشهر من أدَّى دور الطبيب في السينما المصرية، كما أنه اشترك في العديد من المسلسلات خاصة أعوام 2015، 2016، 2017 جعلته يلقب بـ«جوكر الدراما المصرية».
في عام 2021 حقق فيلمي وقفة رجالة وماما حامل وهما من بطولته 21.7 مليون دولار (340 مليون جنيه مصري) في السعودية لعام 2021، ليصنف أحد الممثلين الأكثر طلبًا في تاريخ السينما العربية.

## أعماله

### الأفلام
- 2006: رقم قومي
- 2009: دكتور سيلكون
- 2009: دكان شحاتة
- 2009: بدل فاقد
- 2009: 1000 مبروك
- 2009: إحكي يا شهرزاد
- 2010: الرجل الغامض بسلامته
- 2010: 678
- 2011: سيما علي بابا
- 2011: سامي أكسيد الكربون
- 2011: بيبو وبشير
- 2011: أسماء
- 2012: بنات العم
- 2012: 30 فبراير
- 2014: لا مؤاخذة
- 2014: صنع في مصر
- 2014: جوازة ميري
- 2014: الدساس
- 2014: الحرب العالمية الثالثة
- 2015: يوم مالوش لازمة
- 2015: كابتن مصر
- 2015: عيال حريفة
- 2015: سوء تفاهم
- 2015: سعيكم مشكور يا برو
- 2015: زنقة ستات
- 2015: بتوقيت القاهرة
- 2015: الجيل الرابع 4G
- 2016: لف ودوران
- 2016: كنغر حبنا
- 2016: كلب بلدي
- 2016: كدبة كل يوم
- 2016: عمود فقري
- 2016: عشان خارجين
- 2016: عسل أبيض
- 2016: سطو مثلث
- 2016: حملة فريزر
- 2016: حسن وبقلظ
- 2016: جحيم في الهند
- 2016: أوشن 14
- 2016: الهرم الرابع
- 2016: البر التاني
- 2016: أبو شنب
- 2017: يجعلو عامر
- 2017: هروب اضطراري
- 2017: مولانا
- 2017: ممنوع الاقتراب أو التصوير
- 2017: فوتوكوبي
- 2017: بنك الحظ
- 2017: بشتري راجل
- 2017: عندما يقع الإنسان في مستنقع أفكاره فينتهي به الأمر إلى المهزلة
- 2017: شنطة حمزة
- 2017: خير وبركة
- 2017: حليمو أسطورة الشواطئ
- 2017: ريموت كنترول
- 2017: القرد بيتكلم
- 2018: نورت مصر
- 2018: ليلة هنا وسرور
- 2018: قلب أمه
- 2018: علي بابا
- 2018: عقدة الخواجة
- 2018: حرب كرموز
- 2018: طلق صناعي
- 2018: رغدة متوحشة
- 2018: تراب الماس
- 2018: بني آدم
- 2018: الكويسين
- 2018: الأبلة طم طم
- 2018: إطلعولي بره
- 2019: نادي الرجال السري
- 2019: محمد حسين
- 2019: كازابلانكا
- 2019: قرمط بيتمرمط
- 2019: Back From 2038
- 2019: سبع البرمبة
- 2019: دكتور بسبس
- 2019: خيال مآتة
- 2019: حملة فرعون
- 2019: اللعبة الأمريكاني
- 2019: الطيب والشرس واللعوب
- 2020: لص بغداد
- 2020: صاحب المقام
- 2020: الغسالة
- 2020: عفريت ترانزيت
- 2020: توأم روحي
- 2020: الخطة العايمة
- 2021: أحمد نوتردام
- 2021: الشنطة
- 2021: البعض لا يذهب للمأذون مرتين
- 2021: ديدو
- 2021: شاومينج
- 2021: وقفة رجالة
- 2021: ثانية واحدة
- 2021: الإنس والنمس
- 2021: ماما حامل
- 2022: تماسيح النيل
- 2022: مهمة مش مهمة
- 2022: قمر 14
- 2022: فضل ونعمة
- 2022: خطة مازنجر
- 2022: هاشتاج جوزني
- 2022: تسليم أهالي
- 2022: تحت تهديد السلاح
- 2022: الباب الأخضر
- 2023: شلبي
- 2023: اتنين للإيجار
- 2023: أخي فوق الشجرة
- 2023: أنا لحبيبي
- 2023: مغامرات كوكو
- 2023: بعد الشر
- 2023: شوجر دادي
- 2023: مستر إكس
- 2023: وش في وش
- 2023: مندوب مبيعات
- 2023: الخميس اللي جاي
- 2023: العميل صفر
- 2023: فوي! فوي! فوي!
- 2023: سنة أولى خطف
- 2023: كارت شحن
- 2024: الحريفة
- 2024: الإسكندراني
- 2024: أنا وابن خالتي
- 2024: السنيور
- 2024: التجربة المكسيكية
- 2024: أسود ملون
- 2024: فاصل من اللحظات اللذيذة
- 2024: اللعب مع العيال
- 2024: تاني تاني
- 2024: جوازة توكسيك
- 2024: بنسيون دلال
- 2024: أهل الكهف
- 2025: المستريحة
- 2025: الصفا الثانوية بنات

### المسلسلات
- 2003: شباب أون لاين 2
- 2004: بنت من شبرا
- 2005: عبد الحميد أكاديمي
- 2006: العندليب: حكاية شعب
- 2007: من غير مقص
- 2007: راجل وست ستات 2
- 2009: فؤش
- 2009: عبودة ماركة مسجلة
- 2009: حكايات وبنعيشها: هالة والمستخبي
- 2010: شاهد اثبات
- 2010: سنوات الحب والملح
- 2010: حكايات وبنعيشها: فتاة الليل
- 2010: اللص والكتاب
- 2011: الكبير أوي 2
- 2011: أحلم بيوم
- 2011: أبواب الخوف
- 2012: عرفة البحر
- 2012: طرف ثالث
- 2012: رقم مجهول
- 2013: موجة حارة
- 2013: تحت الأرض
- 2013: بدون ذكر أسماء
- 2013: الكبير أوي 3
- 2013: الرجل العناب
- 2013: اسم مؤقت
- 2013: آدم وجميلة
- 2014: واتس أب أكاديمي
- 2014: قلوب
- 2014: فرق توقيت
- 2014: شارع عبد العزيز 2
- 2014: أنا وبابا وماما
- 2014: الكبير أوي 4
- 2014: العملية ميسي
- 2014: السيدة الأولى
- 2015: يوميات زوجة مفروسة أوي
- 2015: من الجاني
- 2015: لهفة
- 2015: لما تامر ساب شوقية
- 2015: عيون القلب
- 2015: ذهاب وعودة
- 2015: بعد البداية
- 2015: أنا وبابا وماما 2
- 2015: الكبير أوي 5
- 2015: الكابوس
- 2015: البيوت أسرار
- 2015: إستيفا
- 2016: هي ودافنشي
- 2016: نيللي وشريهان
- 2016: شهادة ميلاد
- 2016: راس الغول
- 2016: بنات سوبرمان
- 2016: الميزان
- 2016: الكيف
- 2016: أفراح القبة
- 2017: ولاد تسعة
- 2017: هربانة منها
- 2017: كابتن أنوش
- 2017: في ال لا لا لاند
- 2017: شاش في قطن
- 2017: ريح المدام
- 2017: خلصانة بشياكة
- 2017: الحلال
- 2017: الحصان الأسود
- 2017: إزي الصحة
- 2018: كابتن أنوش 2
- 2018: عوالم خفية
- 2018: عزمي وأشجان
- 2018: ربع رومي
- 2018: خفة يد
- 2018: الوصية
- 2018: الأب الروحي 2
- 2019: طلقة حظ
- 2019: سوبر ميرو
- 2019: حشمت في البيت الأبيض
- 2019: بدل الحدوتة تلاتة
- 2019: الواد سيد الشحات
- 2019: الزوجة 18
- 2020: سكر زيادة
- 2020: خيانة عهد
- 2020: اللعبة
- 2020: اتنين في الصندوق
- 2020: رجالة البيت
- 2020: طلقتك نفسي
- 2020: سبع أبواب
- 2020: الحرامي
- 2020: العمارة
- 2020: إلا أنا
- 2021: الجار للجار
- 2021: الحرامي 2
- 2021: تساهيل
- 2021: ولاد ناس
- 2021: في بيتنا روبوت
- 2021: اللعبة 2: ليفل الوحش
- 2021: حلوة الدنيا سكر
- 2021: فارس بلا جواز
- 2021: ضد الكسر
- 2021: خلي بالك من زيزي
- 2021: بين السما والأرض
- 2021: الديك الأزرق
- 2021: النمر
- 2021: بنت السلطان
- 2021: المداح
- 2021: القاهرة كابول
- 2021: الاختيار 2
- 2021: موضوع عائلي
- 2022: شباب البومب 10
- 2022: البحث عن علا
- 2022: شغل عالي
- 2022: المماليك
- 2022: عودة الأب الضال
- 2022: الاختيار 3
- 2022: مكتوب عليا
- 2022: المشوار
- 2022: الكبير أوي 6
- 2022: كابتن أنوش ج3
- 2022: موضوع عائلي ج2
- 2022: اللعبة 3: اللعب مع الكبار
- 2022: الغرفة 207
- 2023: برودكات
- 2023: 1000 حمد الله على السلامة
- 2023: الكبير أوي 7
- 2023: جت سليمة
- 2023: جعفر العمدة
- 2023: رمضان كريم 2
- 2024: الكبير أوي 8
- 2024: سكوت شات
- 2024: مطعم الحبايب
- 2025: قهوة المحطة

### المسلسلات الإذاعية
- 2014: أزمة نفسية
- 2015: ديليفري
- 2016: مين معايا
- 2016: تورا بورا
- 2017: بابا فالنتينو
- 2019: عيلة الفرطوغلي
- 2020: فرح عديلة
- 2020: لغز مفتوح
- 2023: رأس رجاء وصالح

### المسرحيات
- 2006: أهلا يا بكوات
- 2008: زكي في الوزارة
- 2012: في بيتنا شبح
- 2014: وزير من الوزراء
- 2015: تياترو مصر الموسم الثالث
- 2016: تياترو مصر الموسم الرابع
- 2019: 3 أيام في الساحل
- 2020: حزلقوم
- 2020: هابي نيو يير بالعربي
- 2021: عائلة تس
- 2021: جوازة معفرتة⁩
- 2022: حتي لا يطير الدكان
- 2022: جامعة المشاغبين
- 2022: أنستونا
- 2022: أحفاد ريا وسكينة
- 2023: إزاي تخنق جارك
- 2023: زواج اصطناعي
- 2023: السندباد
- 2023: تطبق الشروط والأحكام
- 2024: الصندوق الأحمر
- 2024: ألف تيتة وتيتة
- 2024: شمس وقمر
- 2024: مشيرة الخطيرة

### الرسوم المتحركة
- 2017: فولي
- 2017: عائلة رمضان كريم 2
- 2018: دكان عم فندي
- 2018: الكابتن عزوز
- 2019: الكابتن عزوز 2
- 2020: فولانيا

### البرامج
- 2010: ربع مشكل
- 2012: ربع مشكل اكسترا سبايسي
- 2013: وسيم هدهد
- 2014: أسعد الله مساءكم من جديد
- 2016: وش السعد
- 2017: بيومي أفندي (تقديم)
- 2017: بيومي أفندي 2 (تقديم)
- 2018: من روسيا مع التحية
- 2019: الحصن

## روابط خارجية
- بيومي فؤاد على موقع IMDb (الإنجليزية)
- بيومي فؤاد على موقع الدهليز
- بيومي فؤاد على موقع قاعدة بيانات الأفلام العربية
- بيومي فؤاد على موقع قاعدة بيانات الفيلم (الإنجليزية)
- بيومي فؤاد على موقع ليتربوكسد (الإنجليزية)
- بيومي فؤاد على موقع كينوبويسك (الروسية)